# Jordan Lebon
Pour les articles homonymes, voir Lebon.
Jordan Lebon, né le 29 avril 1995,, est un coureur cycliste mauricien.

## Biographie
Jordan Lebon commence le cyclisme à l'âge de 16 ans, en compagnie d'amis passionnés de ce sport. 
Entre 2011 et 2013, il obtient plusieurs podiums aux championnats de Maurice en catégorie cadets et juniors. En 2014, il participe à quelques compétitions du calendrier amateur français avec le club Laval Cyclisme 53. Sélectionné à 19 ans pour les Jeux du Commonwealth, il est rapidement contraint à l'abandon lors de la course en ligne, après avoir connu un ennui mécanique. 
Blessé au dos en mai 2015, il ne refait son retour à la compétition qu'en 2016. Durant cette saison, il se distingue en devenant champion de Maurice sur route chez les élites.

## Palmarès
- 2011
  - 3e du championnat de Maurice sur route cadets
- 2012
  - 1re étape du Tour de Maurice U23
  - 2e du championnat de Maurice du contre-la-montre juniors
  - 3e du championnat de Maurice sur route juniors
  - 3e du Tour de Maurice U23
- 2013
  - 3e du championnat de Maurice du contre-la-montre juniors
  - 3e du championnat de Maurice du contre-la-montre par équipes
- 2014
  - 1re étape du Tour de Maurice (contre-la-montre par équipes)
- 2015
  - 2e du championnat de Maurice du contre-la-montre par équipes
- 2016
  -  Champion de Maurice sur route
  - Grand Prix UCRH
  - 2e du championnat de Maurice du contre-la-montre par équipes
- 2017
  - 3e du championnat de Maurice du contre-la-montre par équipes
- 2018
  - Pereybère Sports Club Challenge
  - Grand Prix Maxxis
- 2019
  - Snowy Cup
- 2020
  - Snowy Cup